# Francesco Robortello
Francesco Robortello (né en 1516 à Udine et mort en 1567) fut un philologue et un humaniste de la Renaissance italienne. Il forma notamment Pomponio Torelli aux études critiques et littéraires à Padoue.

## Biographie
Né à Udine le 9 septembre 1516, d’une famille noble, Francesco Robortello entra dans la carrière de l’enseignement après avoir achevé ses études à Bologne sous Romolo Quirino Amaseo, et commença vers 1538 à professer les belles-lettres à Lucques. Cinq ans après, il se rendit à Pise ; il avait été banni de Lucques, si l’on en croit Sigonius, pour s’être rendu coupable d’un meurtre ou d’un empoisonnement ; mais Liruti cherche à détruire cette accusation en produisant le certificat qui fut délivré à Robortello lors de son départ de cette ville. Il demeura cinq autres années à Pise, où il jeta les fondements de sa réputation, qui s’étendit bientôt dans toute l’Italie. En 1549, le Sénat de Venise le choisit pour remplacer le célèbre Battista Egnazio, que son grand âge empêchait de continuer ses leçons. Robortello, dont les premiers succès avaient enflé la vanité, s’étant permis de parler publiquement de son illustre prédécesseur dans des termes peu mesurés, ce vieillard, justement indigné, vint, dit-on, l’attendre un jour au sortir de l’école et voulut le percer d’un poignard. Ce fait, rapporté par plusieurs auteurs contemporains, ne paraît cependant pas prouvé ; il est certain que la vanité de Robortello, son impudence et son caractère violent lui firent des ennemis des savants les plus distingués de temps. Lazaro Buonamici mourut en 1552, et Robortello lui succéda dans la chaire des lettres grecques et latines de l’Université de Padoue. Quoique son traitement fût considérable, il accepta en 1557 l’invitation qu’il reçut de se rendre à Bologne pour y remplir le même emploi. Ayant été chargé de l’oraison funèbre de l’empereur Charles Quint, il manqua, dit-on, de mémoire dès l’exorde et ne put achever sa harangue. Cette petite disgrâce ne diminua rien de ses prétentions ni de sa hauteur ; car ce fut dans le même temps que commencèrent ses longues querelles avec le savant Sigonius. Tiraboschi, qui s’est occupé d’en recueillir tous les détails, prouve que Robortello fut l’agresseur. Le cardinal Seripando crut qu’il était de son devoir de faire cesser une lutte si scandaleuse et se flatta d’avoir réconcilié les deux adversaires. Mais Robortello, rappelé à Padoue en 1560, y retrouva Sigonius, et la guerre ne tarda pas à se rallumer plus violente que première fois. Le premier poussa l’oubli des convenances au point de vouloir rendre ses élèves juges de la querelle, et fit placarder dans toutes les écoles des défis injurieux à son rival. Sigonius, il faut en convenir, ne garda pas plus de modération dans sa défense. C’était l’esprit du temps. Enfin le Sénat de Venise se vit obligé d’employer l’autorité pour mettre un terme à cette dispute et imposa silence aux deux rivaux. (Voy. la Storia della letteratura italiana, t. 7, p. 844-848.) Robortello ne survécut pas longtemps à cette espèce de trêve ; il mourut à Padoue le 18 mars 1567, âgé de 50 ans et quelques mois. Suivant Tomasini et Facciolati, il ne laissait pas de quoi subvenir aux frais de ses obsèques. Quoi qu’il en soit, l’université lui fit faire des funérailles magnifiques ; et les élèves de la nation allemande lui érigèrent, dans l’église St-Antoine, un tombeau surmonté de sa statue en pierre blanche et décoré d’une épitaphe rapportée par plusieurs auteurs.

## Œuvres
Francesco Robortello a rendu de grands services aux lettres par les bonnes éditions qu’il a publiées de plusieurs classiques grecs : on lui doit des éditions de la Poétique d’Aristote, revue et corrigée sur d’anciens manuscrits, Florence, 1548, in-fol.; il y a joint une paraphrase de l’Art poétique d’Horace, et des Dissertations sur la satire, l’épigramme, la comédie, les pièces d’un genre enjoué (De salibus) et l’élégie ; — des Tragédies d’Eschyle, Venise, 1552, in-8°, et de son ancien scholiaste, ibid., même format ; — de l’ouvrage d’Élien sur la tactique, avec une version latine, et des planches tirées des manuscrits, ibid., 1552, in-4°, deux parties ; et enfin du Traité du sublime du pseudo-Longin, Bâle, Oporin, 1554, in-4°, édition rare et recherchée, ainsi que la précédente : ce sont les premières de ces deux ouvrages. Parmi les écrits de Robortello nous nous contenterons de citer :
- Variorum locorum annotationes tam in græcis quam in latinis auctoribus, Venise, 1543, in-8°, Paris, 1544, même format, et avec des additions nombreuses dans le Recueil suivant :
- De historica facultate ; Laconici seu sudationis explicatio ; De nominibus Romanorum ; De rhetoricæ facultate ; Explicatio in Catulli epithalamium ; Annotationum in varia tam Græcorum quam Latinorum loca libri duo, etc., Florence, 1548, in-8° de 354 pages. Niceron a donné beaucoup de détails sur les différentes pièces que renferme ce volume, devenu rare : elles ont toutes été insérées par Gruter dans le premier et le second volume du Thesaurus criticus.
- De convenientia supputationis Livianæ annorum cum marmoribus romanis quæ in Capitolio sunt ; — De arte sive ratione corrigendi veteres autores disputatio, Padoue, 1557, in-fol. de 59 feuillets. Ces deux opuscules ont été réimprimés dans différents Recueils.
- De vita et victu populi Romani sub imperatoribus Cæs. Augustis, Bologne, 1559, in-fol. Ce premier volume devait être suivi de trois autres, qui n’ont point paru. À la suite de l’ouvrage principal dont on vient de donner le titre, on trouve neuf Dissertations : sur la division et l’administration des provinces Romaines ; sur la forme des jugements chez les Romains ; sur leurs légions ; sur les magistratures créées par les empereurs ; sur les familles romaines ; sur les surnoms des empereurs ; sur les récompenses et les peines militaires, et enfin sur les divers grades. Elles ont été insérées par Gaudentio Roberti dans les Miscellanea italica erudita, Parme, 1690, in-4° ; et Grævius les a fait entrer dans les différents volumes du Thes. antiquit. Romanar., excepté celle De familiis Romanorum, sujet que Sigonius avait traité d’une manière supérieure.
- De artificio dicendi liber ; cum tabulis oratoriis in Ciceronis orationes post reditum, pro Milone et pro Cn. Plancio, Bologne, 1567, in-4° de 126 feuilles ; ouvrage très-rare, sur lequel on trouvera des détails dans les Analecta de Freytag, p. 785 et suivantes. On trouve une Notice sur Robortello dans le tome XLII des Mémoires de Niceron, p. 1-12. Voyez aussi les notes d’Apostolo Zeno sur la Bibliotheca de Fontanini (t. 4, p. 39), et l’Histoire de l’Université de Pise par Fabroni, tome 2.

## Sources
- Marie-Nicolas Bouillet  et Alexis Chassang (dir.), « Francesco Robortello » dans Dictionnaire universel d’histoire et de géographie, 1878 (lire sur Wikisource)
- « Francesco Robortello », dans Louis-Gabriel Michaud, Biographie universelle ancienne et moderne : histoire par ordre alphabétique de la vie publique et privée de tous les hommes avec la collaboration de plus de 300 savants et littérateurs français ou étrangers, 2e édition, 1843-1865 [détail de l’édition]
- Goran Gaber, "Francesco Robortello et la naissance de l’historiographie moderne" dans M. Bouquet & C. Lesage (Eds.), Francesco Robortello. Réception des anciens & construction de la modernité. Presses Universitaires de Rennes (2018), pp. 257-270.